# И опрости нам дугове наше (филм)
„И опрости нам дугове наше” је југословенски ТВ филм из 1969. године. Режирао га је Даниел Марушић а сценарио је написао Фране Јурић

## Улоге
| Глумац             | Улога |
| ------------------ | ----- |
| Карло Булић        |       |
| Асја Кисић         |       |
| Владимир Медар     |       |
| Драган Миливојевић |       |